# Minibeatclub
Minibeatclub ist ein deutsches Pop-Trio aus Berlin, das 2002 aus dem Projekt VetterSchöbel entstand.
Die Mitglieder der Band sind Lea Büser, Peter Wehrmann und Udo Schöbel. Sie machen Minibeat, internationale deutsche Popmusik zwischen Casio-Punk und Elektro-Chanson.

## Geschichte
Udo Schöbel, Komponist, Musiker, Designer, Trickfilmer und Entertainer, der 1998 einen Charterfolg mit Thomas D mit der Chart-Single Frisör hatte, nahm zusammen mit Marcus Vetter das Album erste hilfe auf, auf dem auch schon Lea Büser zu hören ist. Schöbel lernte Vetter in seinem Studio kennen, in dem er Musik für die Sendung mit der Maus aufgenommen hatte. Für den WDR, den Produzenten der Sendung, komponierte Udo Schöbel regelmäßig Vertonungen von Lachgeschichten und Kinderlieder (z. B. die Hochseekuh mit Otto Sander).
Nach seinem Umzug von Stuttgart nach Berlin und der Veröffentlichung der CD erste hilfe gründete er den Minibeatclub, der die ersten Jahre immer am letzten Sonntag im Monat in diversen Berliner Clubs auftrat. Ab 2003 wurde der Minibeatclub Showband der 30-minütigen Fernsehsendung Die Kurt Krömer Show im rbb, für die Udo Schöbel auch die Trickfilm-Trailer produzierte. Diese Sendung wurde als DVD mit dem Titel The Best of die Kurt Krömer Show veröffentlicht und erreichte Gold-Status mit knapp 40.000 verkauften Exemplaren.
2006 veröffentlichten Minibeatclub ihr Debütalbum mit dem Titel Einfach Gut. Der Produzent des Albums ist Moses Schneider, der bekannt wurde durch die Produktionen von Aufnahmen der deutschen Bands Beatsteaks und Tocotronic. Zuletzt schrieb Udo Schöbel 2006 die Musik für den Kinofilm Die Aufschneider von und mit Carsten Strauch und Cosma Shiva Hagen und Christoph Maria Herbst in den Hauptrollen.

## Diskografie
Alben
- 2002: VetterSchöbel – Erste Hilfe (Minibeatrecords), 18 Tracks.
- 2006: Minibeatclub – Einfach Gut (Minibeatrecords), 12 Tracks und eine Coverversion der Hitsingle Tainted Love, das durch die Interpretation der Musikgruppe Soft Cell populär wurde.